# Fußball-Bundesliga 1995-1996 (Austria)
L'edizione 1995-96 del campionato di calcio della Bundesliga vide la vittoria finale del Rapid Vienna.
Capocannoniere del torneo fu Ivica Vastić (Sturm Graz), con 20 reti.

## Classifica finale
|     | Classifica         | G  | V  | N  | P  | GF | GS | Pt |
| --- | ------------------ | -- | -- | -- | -- | -- | -- | -- |
| 1.  | Rapid Vienna       | 36 | 22 | 7  | 7  | 68 | 38 | 73 |
| 2.  | Sturm Graz         | 36 | 20 | 7  | 9  | 61 | 35 | 67 |
| 3.  | Tirol Innsbruck    | 36 | 18 | 8  | 10 | 64 | 40 | 62 |
| 4.  | Grazer AK          | 36 | 14 | 15 | 7  | 46 | 36 | 57 |
| 5.  | Austria Vienna     | 36 | 14 | 9  | 13 | 42 | 35 | 51 |
| 6.  | LASK Linz          | 36 | 13 | 9  | 14 | 36 | 35 | 48 |
| 7.  | Ried               | 36 | 11 | 14 | 11 | 47 | 53 | 47 |
| 8.  | Austria Salisburgo | 36 | 10 | 14 | 12 | 53 | 51 | 44 |
| 9.  | Admira Wacker      | 36 | 7  | 13 | 16 | 35 | 61 | 34 |
| 10. | Vorwärts Steyr     | 36 | 0  | 6  | 30 | 25 | 93 | 6  |

### Verdetti
- Rapid Vienna Campione d'Austria 1995-96.
- Vorwärts Steyr retrocesso in 1. Liga.